# Hipparchia tewfiki
Hipparchia tewfiki är en fjärilsart som beskrevs av Edward P. Wiltshire 1949. Hipparchia tewfiki ingår i släktet Hipparchia och familjen praktfjärilar. Inga underarter finns listade i Catalogue of Life.